# Calvatia
Genre
Synonymes
Langermannia Rostk., 1839
Calvatia, auparavant Langermannia, est un genre de champignons basidiomycètes de la famille des Agaricaceae (ou des Lycoperdaceae selon les classifications), appartenant à l'ordre des Agaricales.

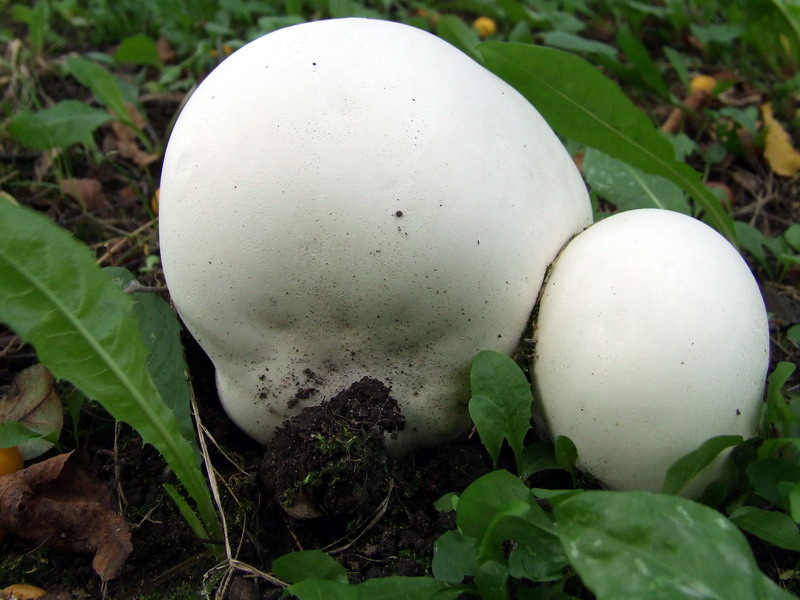
Calvatia gigantea
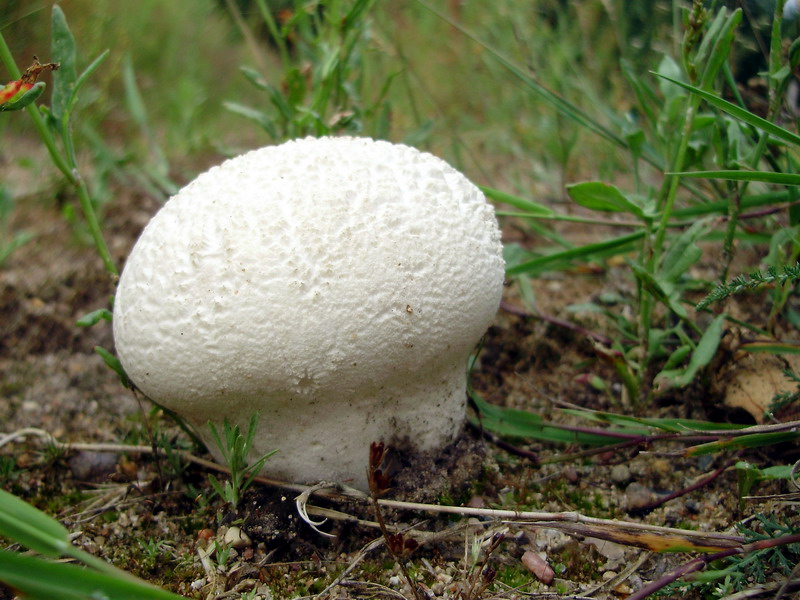
Calvatia utriformis
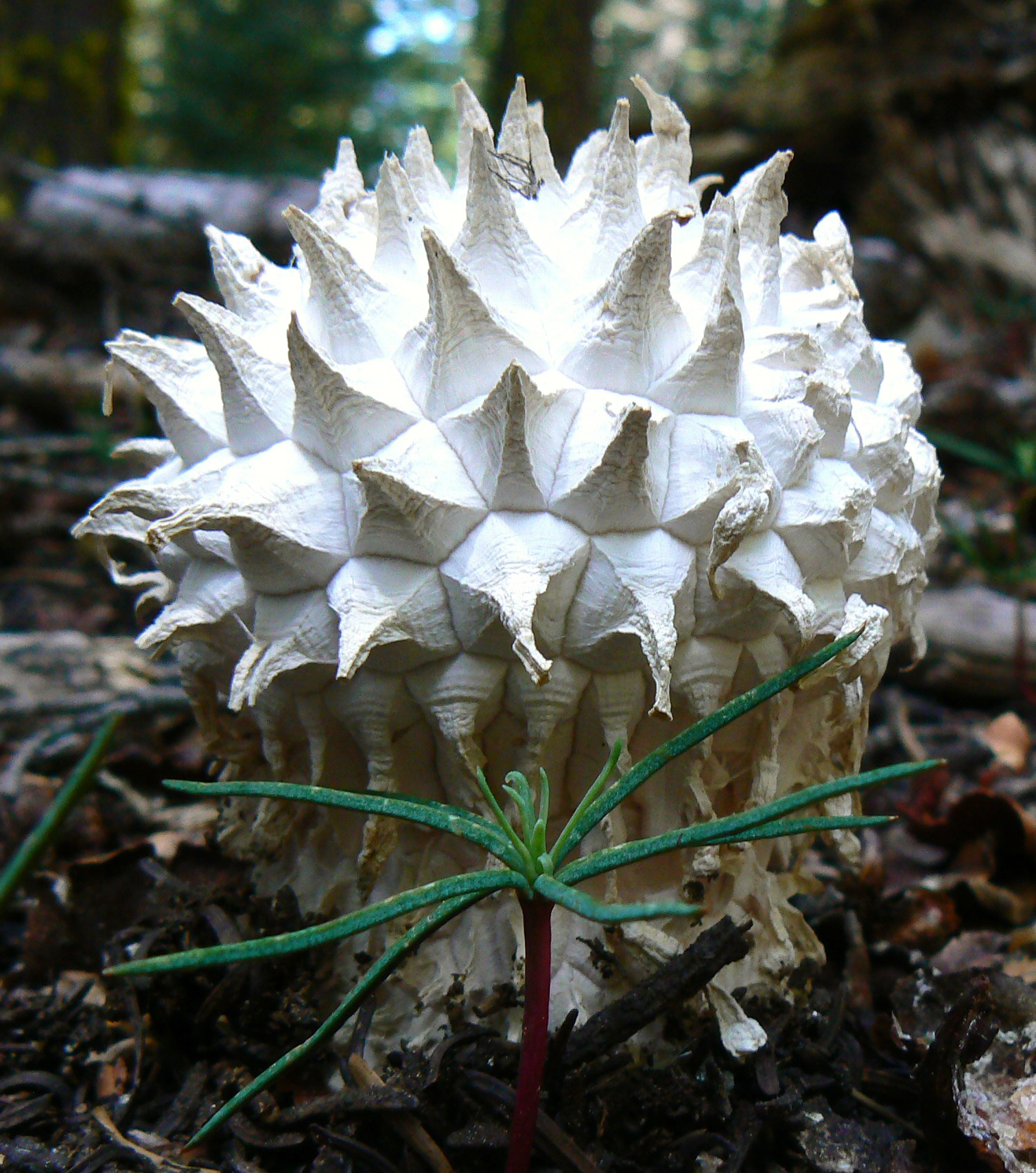
Calvatia sculpta

## Liste d'espèces
Selon Catalogue of Life (29 octobre 2013) :
- Calvatia agaricoides
- Calvatia ahmadii
- Calvatia aniodina
- Calvatia arctica
- Calvatia argentea
- Calvatia bellii
- Calvatia bicolor
- Calvatia boninensis
- Calvatia booniana
- Calvatia borealis
- Calvatia candida
- Calvatia capensis
- Calvatia connivens
- Calvatia cretacea
- Calvatia crucibulum
- Calvatia cyathiformis
- Calvatia fenzlii
- Calvatia flava
- Calvatia friabilis
- Calvatia fulvida
- Calvatia fusca
- Calvatia gardneri
- Calvatia gigantea
- Calvatia horrida
- Calvatia hungarica
- Calvatia incerta
- Calvatia kakavu
- Calvatia lacerata
- Calvatia lachnoderma
- Calvatia lilacina
- Calvatia lloydii
- Calvatia lycoperdoides
- Calvatia macrogemmae
- Calvatia nipponica
- Calvatia oblongispora
- Calvatia occidentalis
- Calvatia ochrogleba
- Calvatia olba
- Calvatia olivacea
- Calvatia owyheensis
- Calvatia pachydermica
- Calvatia pallida
- Calvatia paradoxa
- Calvatia polygonia
- Calvatia primitiva
- Calvatia pseudolilacina
- Calvatia purpurea
- Calvatia pygmaea
- Calvatia pyriformis
- Calvatia rosacea
- Calvatia rubrotincta
- Calvatia rugosa
- Calvatia sculpta
- Calvatia septentrionalis
- Calvatia sporocristata
- Calvatia subtomentosa
- Calvatia tatrensis
- Calvatia tropicalis
- Calvatia turneri
- Calvatia vinosa
- Calvatia violascens

Selon Index Fungorum (29 octobre 2013) :
- Calvatia agaricoides Dissing & M. Lange 1962
- Calvatia ahmadii Khalid & S.H. Iqbal 2004
- Calvatia aniodina Pat. 1912
- Calvatia arctica Ferd. & Winge 1910
- Calvatia argentea (Berk.) Kreisel 1992
- Calvatia bellii (Peck) M. Lange 1990
- Calvatia bicolor (Lév.) Kreisel 1992
- Calvatia boninensis S. Ito & S. Imai 1939
- Calvatia booniana A.H. Sm. 1964
- Calvatia borealis T.C.E. Fr. 1914
- Calvatia bovista (L.) Pers. 1896
- Calvatia candida (Rostk.) Hollós 1904
- Calvatia capensis (Lloyd) J.C. Coetzee, Eicker & A.E. van Wyk 2003
- Calvatia connivens M. Lange 1990
- Calvatia craniiformis (Schwein.) Fr. 1849
- Calvatia craniiformis (Schwein.) Fr. ex De Toni 1888
- Calvatia cretacea (Berk.) Lloyd 1917
- Calvatia crucibulum (Mont.) Kreisel 1992
- Calvatia cyathiformis (Bosc) Morgan 1890
- Calvatia diguetii Har. & Pat.
- Calvatia fenzlii (Reichardt) Kawam. 1937
- Calvatia flava (Massee) Kreisel 1992
- Calvatia friabilis (G. Moreno, Altés, C. Ochoa & J.E. Wright) G. Moreno, Altés & C. Ochoa 2006
- Calvatia fulvida Sosin 1952
- Calvatia fusca (G. Cunn.) Grgur. 1997
- Calvatia gardneri (Berk.) Lloyd 1904
- Calvatia gigantea (Batsch) Lloyd 1904
- Calvatia guzmanii C.R. Alves & Cortez 2012
- Calvatia horrida M. Lange 1990
- Calvatia hungarica Hollós 1904
- Calvatia incerta Bottomley 1948
- Calvatia kakavu (Zipp.) Overeem 1927
- Calvatia lacerata A.H. Sm. 1964
- Calvatia lachnoderma Pat. 1907
- Calvatia leiospora Morgan 1895
- Calvatia lepidophora (Ellis & Everh.) Coker & Couch 1928
- Calvatia lilacina (Mont. & Berk.) Henn. 1904
- Calvatia lloydii Zeller & Coker 1947
- Calvatia lycoperdoides A.H. Sm. 1964
- Calvatia lycoperdoides Kościelny & Wojt. 1935
- Calvatia macrogemmae Lloyd 1923
- Calvatia nipponica Kawam. 1937
- Calvatia nipponica Kawam. ex Kasuya & Katum. 2008
- Calvatia oblongispora V.L. Suárez, J.E. Wright & Calonge 2009
- Calvatia occidentalis Lloyd 1905
- Calvatia ochrogleba Zeller 1947
- Calvatia olba Grgur. 1997
- Calvatia olivacea (Cooke & Massee) Lloyd 1905
- Calvatia owyheensis A.H. Sm. 1964
- Calvatia pachydermica (Speg.) Kreisel 1992
- Calvatia pallida A.H. Sm. 1964
- Calvatia paradoxa A.H. Sm. 1964
- Calvatia polygonia A.H. Sm. 1964
- Calvatia primitiva Lloyd 1904
- Calvatia pseudolilacina (Speg.) Speg. 1919
- Calvatia purpurea (Lloyd) I.R. Hall, P.K. Buchanan, Y. Wang & Cole 1998
- Calvatia pygmaea (R.E. Fr.) Kreisel, G. Moreno, C. Ochoa & Altés 1998
- Calvatia pyriformis (Lév.) Kreisel 1992
- Calvatia rosacea Kreisel 1989
- Calvatia rubrotincta Zeller 1947
- Calvatia rugosa (Berk. & M.A. Curtis) D.A. Reid 1977
- Calvatia sculpta (Harkn.) Lloyd 1904
- Calvatia septentrionalis M. Lange 1990
- Calvatia sporocristata Calonge 2003
- Calvatia subtomentosa Dissing & M. Lange 1962
- Calvatia tatrensis Hollós 1904
- Calvatia tropicalis (Speg.) Speg. 1919
- Calvatia turneri (Ellis & Everh.) Demoulin & M. Lange 1990
- Calvatia verrucosa Gardezi 2005
- Calvatia vinosa Kasuya & Retn. 2006
- Calvatia violascens (Cooke & Massee) R.T. Baker 1907

Selon NCBI (29 octobre 2013) :
- Calvatia bicolor
- Calvatia candida
- Calvatia chilensis
- Calvatia complutensis
- Calvatia craniiformis
- Calvatia cretacea
- Calvatia cyathiformis
  - variété Calvatia cyathiformis var. crucibulum
  - variété Calvatia cyathiformis var. cyathiformis
- Calvatia fenzlii
- Calvatia fragilis
- Calvatia gigantea
- Calvatia holothurioides
- Calvatia pachydermica
- Calvatia rubro-flava
- Calvatia saccata
- Calvatia turneri